# Indian Wells (California)
Indian Wells è una cittadina della Contea di Riverside, California. È situata nella zona di Palm Springs, tra le città di Palm Desert e La Quinta.
Ospita gli Indian Wells Open, il primo dei nove tornei ATP Tour Masters 1000 che si giocano nell'arco dell'anno. L'evento si tiene nel complesso tennistico dell'Indian Wells Tennis Garden il cui campo principale Stadium 1 ha una capienza di 16.000 posti.

## Geografia fisica
Indian Wells si trova a 33°42′57″N 116°20′28″W.
Secondo l'United States Census Bureau, la città copre un'area di 34,7 km² di cui 34,3 km² di terra e 0,4 km² (1,19%) d'acqua.

## Società

### Evoluzione demografica
Secondo il censimento del 2010, gli abitanti sono 4.958, con una densità di 131,2 abitanti/km². Ci sono in media 1,93 abitanti per casa e le famiglie sono composte in media da 2,28 persone.
La distribuzione delle età è per il 6,3% sotto i 18 anni, 1,5% tra i 18 e i 24, 5,7% tra i 25 e i 44, 31,4% tra i 45 e i 64, e 55,1% al di sopra dei 65 anni. L'età media è 66,7 anni. Ogni 100 femmine ci sono in media 84,6 maschi.
Ha il più alto tasso di abitanti miliardari di ogni altra città degli Stati Uniti. Nel 2000 Il reddito medio per abitante era 93 986 $, e per una famiglia è di 119 110 $. Il reddito medio maschile è di 88 709 $ mentre quello femminile è 49 539 $. Il reddito medio pro capite della città è 76 187 $.
Circa l'1,2% delle famiglie e il 3,4% della popolazione è al di sotto della soglia di povertà, includendo nessuno sotto i 18 anni e il 2,6% degli over 65.